# 카스텔베트로디모데나

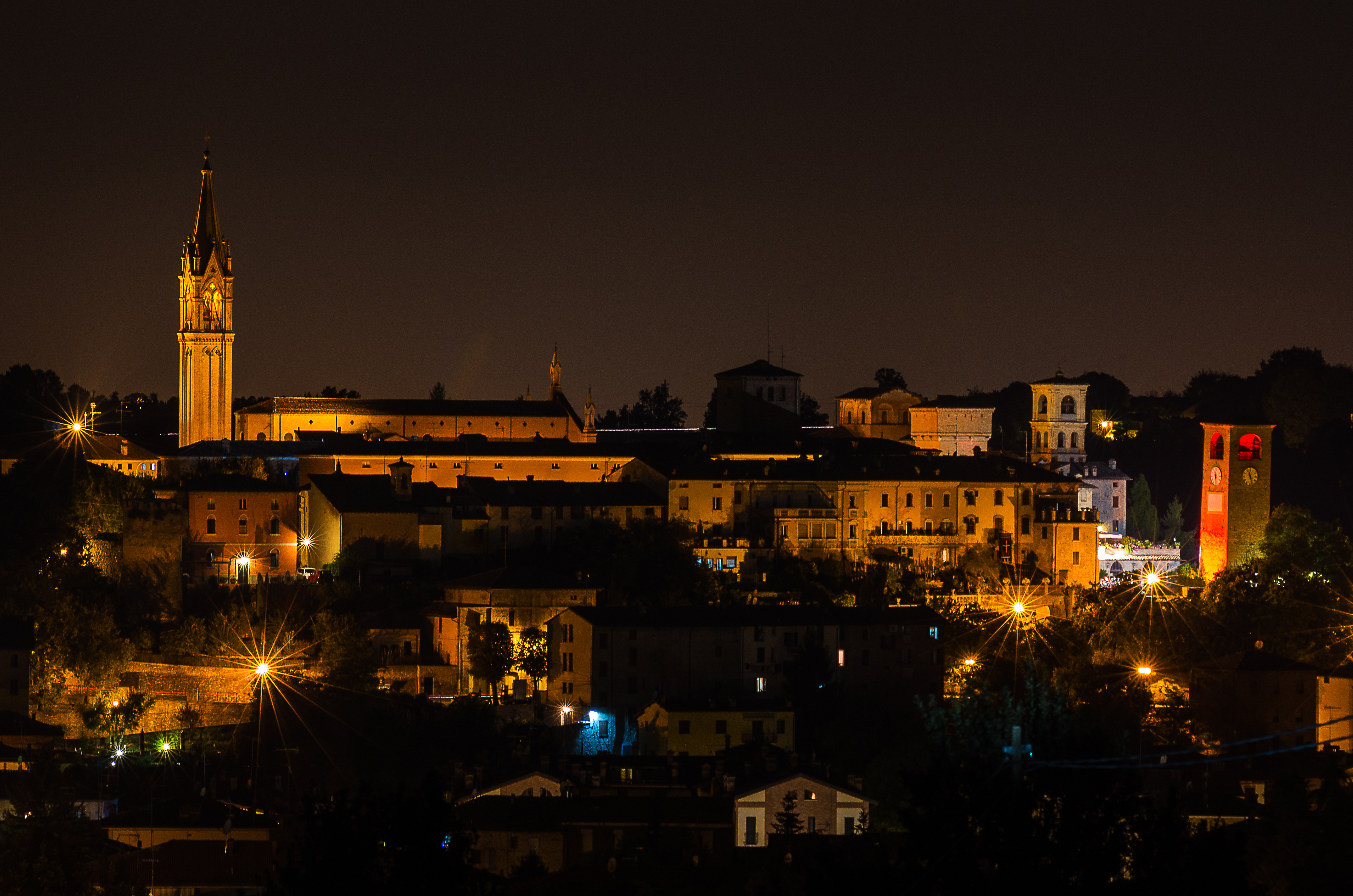
카스텔베트로디모데나의 전경

카스텔베트로디모데나(이탈리아어: Castelvetro di Modena, 에밀리아어: Castelvêder)는 이탈리아 에밀리아로마냐주 모데나도에 속한 코무네다. 볼로냐에서 서쪽으로 약 30 킬로미터 (19 mi), 모데나에서 남쪽으로 약 15 킬로미터 (9 mi) 떨어져 있다.